# Mother/Android
Mother/Android ist ein US-amerikanischer postapokalyptischer Science-Fiction-Thriller aus dem Jahr 2021, geschrieben und inszeniert von Mattson Tomlin in seinem Spielfilm-Regiedebüt, mit Chloë Grace Moretz, Algee Smith und Raúl Castillo in den Hauptrollen. Es handelt von einer schwangeren Frau und ihrem Freund, die inmitten einer KI-Übernahme versuchen, das befestigte Boston zu erreichen. Es wurde am 17. Dezember 2021 auf Hulu veröffentlicht.

## Handlung
In der Zukunft: An Heiligabend erfährt Georgia Olsen, dass sie schwanger ist. Der Vater des Kindes, ihr Freund Sam Hoth, bittet sie, ihn zu heiraten, aber Georgia ist sich über die Beziehung und ihren Wunsch, Mutter zu werden, unsicher. Sie beschließt, es ihren Eltern nicht zu sagen.
Georgia vergisst ihr Handy zu Hause und geht mit Sam zu einer College-Weihnachtsfeier. Ein Android namens Eli, der den Olsens gehört, wünscht Sam frohe Halloween statt Weihnachten, der erste Hinweis darauf, dass etwas nicht stimmt.
Auf der Party ertönt plötzlich ein schrilles Kreischen und ein Androide wird gewalttätig. Er greift Georgia und Sam an, die aus dem Haus fliehen. Smartphones explodieren unerwartet, töten ihre Benutzer und führen zu einer KI-Übernahme.
Neun Monate später hat Georgia, die ihr Baby erwartet, mit Sam Zuflucht im Wald gesucht. Sie versuchen, das gegen die Androiden befestigte Boston zu erreichen. Sie haben Gerüchte über ein Boot gehört, das junge Mütter nach Asien transportiert, wo sie ein friedliches Leben finden können.
Sie meiden Straßen und reisen durch den Wald, bis sie ein Militärlager erreichen. Während Georgia von einem Arzt untersucht wird, fragt Sam die Soldaten, wie sie nach Boston gelangen können. Einer von ihnen sagt, dass er Sam die Info geben wird, wenn Sam ihn in einem Kampf besiegen kann. Am nächsten Tag findet Georgia Sam in Gefangenschaft vor, weil er den von ihm geschlagenen Soldaten schwer verletzt hat, und sie werden aus dem Lager ausgewiesen. Sie machen weiter, bis sie ein verlassenes Haus finden, in dem sie die Nacht verbringen. Sam findet ein Offroad-Motorrad und repariert es.
Am nächsten Tag stoppen sie das Fahrrad an einem Fluss, wo sie von einem Androiden entdeckt werden, der sie zu Fuß verfolgt. Bald nehmen mehrere weitere Androiden die Verfolgung auf, begleitet von Drohnen. Sam setzt Georgia ab und versucht, die Androiden auf dem Fahrrad wegzulocken. Ein seltsam getarnter Mann findet die versteckte Georgia und bietet ihr seine Hilfe an. Er erzählt ihr, dass er KI-Programmierer für Raster Robotics war, das Unternehmen, das die rebellischen Androiden hergestellt hat. Er stellt sich als Arthur vor und sagt, dass die elektronische Tarnung, die er trug, die Androiden daran hinderte, ihn zu sehen.
Am Morgen erwacht Georgia mit Wehen. Sie sagt Arthur, dass sie Sam finden muss, und er führt sie dorthin, wo ihr Partner festgehalten wird. Sie nähern sich einem von Androiden patrouillierten Gebäude, aus dem Schmerzensschreie zu hören sind. Arthur gibt Georgia eine Tarnweste und sie geht durch das Gebäude auf der Suche nach Sam, unsichtbar für die Androiden. Sie findet ihn mit schwer gebrochenen Beinen in einem der Zimmer. Während sie ihn befreit, versucht ein anderer Gefangener, die Aufmerksamkeit der Androiden auf sich zu ziehen.
Georgia zerrt Sam in eine große Garage. Sie bricht aufgrund von Wehen zusammen, und gerade als sie festgenommen werden sollen, greift Arthur ein, ersticht einen Androiden und rettet sie. Bei Georgia kommt es in Arthurs Truck zu den Wehen. Sie wacht in einer Krankenhausklinik auf, mit Sam an ihrer Seite. Eine Krankenschwester teilt ihr mit, dass die Entbindung per Kaiserschnitt gut verlaufen sei und dass sie einen Jungen hätten. Das Paar nennt seinen Sohn Forest und Sam macht ein Foto der Familie.
Später wird Georgia von einem Sicherheitsbeamten befragt. Sie erzählt ihm, was sie und Sam durchgemacht haben und erwähnt die Weste. Der Beamte erklärt ihr, dass es eine solche Tarntechnik nicht gebe. Dann erkennt sie, dass Arthur ein Androide ist und sie betrogen hat. Innerhalb weniger Augenblicke fällt der Strom aus und die Basis wird angegriffen. Georgia versucht vergeblich, Sam zu wecken. Sie geht nach unten, um zu versuchen, den Basisperimeter-EMP zu aktivieren, und wird von Arthur konfrontiert. Sie schießt ihm wiederholt ins Gesicht und tötet ihn. Es gelingt ihr, den EMP zu aktivieren und zu Sam zurückzukehren.
Als Georgia wieder erwacht, findet sie Sam lebend vor. Zusammen mit Forest machen sie sich auf den Weg zum Hafen, wo Beamte ein Boot nach Korea beladen. Sie können nur Forest nehmen, da Georgia und ein gehunfähiger Sam eine Belastung wären. Nachdem er sie erfolglos angefleht hat, überzeugt Sam Georgia davon, Forest gehen zu lassen, damit er ein besseres Leben führen kann. Anschließend steigt sie allein in einen Militärkonvoi nach Portland, während Sam mutmaßlich an seinen Verletzungen gestorben ist.

## Produktion
Im September 2020 schlossen sich Chloë Grace Moretz, Algee Smith und Raúl Castillo der Besetzung an, wobei Mattson Tomlin nach seinem Drehbuch Regie führte und Matt Reeves und Bill Block unter ihrem 6th- und Idaho Productions- bzw. Miramax-Banner produzieren werden.

### Drehbuch
Einige Jahre nach seinem Abschluss an der Filmhochschule hatte Tomlin Mühe, seinen ersten Film zu schreiben, bis er beschloss, sich locker auf eine sehr persönliche Geschichte zu konzentrieren, die seiner eigenen Adoption. was seiner Meinung nach zu einem persönlichen Liebesbrief an seine leiblichen Eltern wurde. In einem Interview mit der Redaktion der Website Collider sagte er: „Ich wurde nach der rumänischen Revolution geboren und dachte, ich würde das in die Roboterrevolution umwandeln“, mit der Idee, seiner persönlichen Geschichte eine Genrekomponente hinzuzufügen.

### Dreharbeiten
Die Hauptdreharbeiten fanden von September bis November 2020 statt, hauptsächlich in Massachusetts. Die Innenstadt von Boston diente als Schauplatz für die Menschenkolonie und das Lynn-Woods-Reservat für die Androiden-Festung.

## Veröffentlichung
Am 10. März 2021 erwarb Hulu die US-Vertriebsrechte für den Film. Es wurde am 17. Dezember 2021 veröffentlicht. Netflix erwarb die internationalen Streaming-Rechte an dem Film und er wurde am 7. Januar 2022 in allen anderen Regionen veröffentlicht.

## Rezeption
Die Rezensions-Aggregator-Website Rotten Tomatoes befragte 38 Kritiker und beurteilte 32 % der Rezensionen als positiv, mit einer durchschnittlichen Bewertung von 4,80/10. Der Konsens der Kritiker der Website lautet: „Mother/Android überschreitet seine Budgetgrenzen auf visueller Ebene – leider ist dieses Science-Fiction-Drama in puncto Storytelling weniger erfolgreich.“ Die Website Metacritic, welche einen gewichteten Durchschnitt ermittelt, verzeichnet für den Film einen Wert von 43 von 100, basierend auf 12 Kritiken.
Lena Wilson von der New York Times kommentierte, dass der Film „wenig auf die Entwicklung einer Filmwelt setzt“ und dass der Grund für den Android-Aufstand vage und verwirrend sei. Aus diesem Grund erwähnte sie: „Es bietet ausreichend Raum für den starken emotionalen Kern des Films, kann aber hoffnungslos ablenken.“ Micheal Ordoña von der Los Angeles Times stimmte zu und meinte, um den Film in vollen Zügen genießen zu können, müssten sie sich auf die „Beziehung der Hauptfiguren und ihre Mission, ihr ungeborenes Baby in Sicherheit zu bringen, konzentrieren und die Details verschwimmen lassen.“ Er bemerkte, dass die Geschichte zwar eine „emotionale Resonanz“ bei den Filmemachern auslöste und sich auf die reale Situation bezog, auf der sie basierte, ihre Umsetzung jedoch nicht so „unmittelbar oder erschreckend war, wie man es sich vorstellt“.